# Ciclismo nos Jogos Europeus de 2015 - Corrida em estrada masculina
A competição masculina de corrida em estrada do ciclismo nos Jogos Europeus de 2015, em Baku, ocorreu no dia 21 de junho.

## Calendário
Horário de verão do Azerbaijão (UTC+5).
| Data        | Horário | Fase  |
| ----------- | ------- | ----- |
| 21 de junho | 10:00   | Final |

## Medalhistas
| Ouro   | ESP Luis Leon Sanchez |
| Prata  | UKR Andriy Hrivko     |
| Bronze | CZE Petr Vakoc        |

## Resultado
| Pos.                   | Atleta              | Tempo       |
| ---------------------- | ------------------- | ----------- |
| Medalha de ouro        | Luis Leon Sanchez   | 5hr 27' 25" |
| Medalha de prata       | Andriy Hrivko       | +0"         |
| Medalha de bronze      | Petr Vakoc          | +0"         |
| 4                      | Jesús Herrada       | +0"         |
| 5                      | Giacomo Nizzolo     | +0"         |
| 6                      | Tom Boonen          | +4"         |
| 7                      | Aleksejs Saramotins | +4"         |
| 8                      | Niki Terpstra       | +4"         |
| 9                      | Anthony Turgis      | +4"         |
| 10                     | Kevin Ledanois      | +8"         |
| Fonte: ProCyclingStats |                     |             |